# IC 750
IC 750 је спирална галаксија у сазвјежђу Велики медвјед која се налази на листи објеката дубоког неба у Индекс каталогу.
Деклинација објекта је + 42° 43' 22" а ректасцензија 11h 58m 52,0s. Привидна величина (магнитуда) објекта IC 750 износи 12,0 а фотографска магнитуда 12,8. Налази се на удаљености од 26,900 милиона парсека од Сунца. IC 750 је још познат и под ознакама UGC 6973, MCG 7-25-10, CGCG 215-12, KCPG 313B, PGC 37719.